# ABC-Wettrüsten
Mit ABC-Wettrüsten wird ein Wettrüsten der Kriegsmarinen zwischen den südamerikanischen ABC-Staaten Argentinien, Brasilien und Chile zu Beginn des 20. Jahrhunderts bezeichnet.

## Vorgeschichte
Zwischen den südamerikanischen Staaten bestanden seit ihrer Unabhängigkeit von Spanien und Portugal zu Beginn des 19. Jahrhunderts Spannungen, die mehrmals zu Kriegen führten. So kämpfte 1864 bis 1870 Paraguay im Tripel-Allianz-Krieg gegen Argentinien, Brasilien und Uruguay, 1879 bis 1884 Peru und Bolivien gegen Chile im Salpeterkrieg.
Die Spannungen hatten ihren Ursprung in den Territorialstreitigkeiten in Patagonien und den wirtschaftlichen Einfluss in der Region.
Ebenfalls exportierten die europäischen Staaten, vor allem Großbritannien und Frankreich, in der Industrialisierung Kriegsschiffe, z. B. die 1864 in Frankreich für die Konföderierten Staaten von Amerika gebaute, letztlich erst an Preußen, dann nach Japan verkaufte Kōtetsu und die 1882 in Großbritannien für Chile gebaute Esmeralda.

## Wettrüsten
Keines der drei Länder war technisch in der Lage, große Kriegsschiffe zu bauen. Deshalb waren sie auf den Import aus europäischen Industriestaaten oder den USA, die versuchten, ihren Export nach Südamerika, Japan oder Griechenland und das Osmanische Reich auszudehnen, angewiesen. Der Grund dafür, dass sich ihr gegenseitiges Wettrüsten dennoch auf Kriegsschiffe zentrierte, ist wohl auf vier Ursachen zurückzuführen. Erstens würden die großen Entfernungen und topographischen Hindernisse, etwa die Anden, zwischen den Zentren der Länder einen reinen Landkrieg sehr erschweren. Zweitens waren die Staaten stark von Rohstoffexport sowie Import über See abhängig, was eine Störung des Seehandels zu einem mächtigen Mittel bei einem Krieg machen würde. Drittens zeigten sich Kriegsschiffe bereits im Salpeterkrieg, den Chile auch dank seiner Seeherrschaft gewonnen hatte, als wertvoll in der Kriegsführung. Viertens waren vor allem Schlachtschiffe mit einem hohen Prestige verbunden.
Die Entscheidung Brasiliens, Dreadnoughts der Minas-Geraes-Klasse im Jahr 1906 zu erwerben, alarmierte die argentinische Regierung, die diese Kriegsschiffe als Bedrohung für das Kräftegleichgewicht in Südamerika ansah. Die brasilianischen Dreadnoughts verfügten über eine unübertroffene Feuerkraft, die die bestehende Marinekapazität Argentiniens bei weitem übertraf.
Brasilien gab als erstes Schlachtschiffe in Auftrag, nachdem bereits in Chile und Brasilien Projekte zum Kauf von Einheitslinienschiffen bestanden. Dies waren die beiden Schlachtschiffe der Minas-Geraes-Klasse, die 1906 in Großbritannien in Auftrag gegeben und 1910 in Dienst gestellt wurden.
Argentinien folgte 1908 mit der in den USA gebauten Rivadavia-Klasse von zwei Schlachtschiffen, die zu Beginn des Ersten Weltkriegs fertiggestellt wurden.
1910 ließ Brasilien in Großbritannien ein weiteres Schlachtschiff, die Rio de Janeiro, bauen, die jedoch aufgrund des mittlerweile als zu schwach erachteten Kalibers der Schweren Artillerie und angespannter Staatsfinanzen an das Osmanische Reich verkauft wurde.
Chile gab ab 1911 in Großbritannien die beiden Schlachtschiffe der Almirante-Latorre-Klasse in Auftrag, von denen das Typschiff wegen des Ersten Weltkriegs erst 1920 in Chile in Dienst gestellt, die Almirante Cochrane jedoch an Großbritannien verkauft wurde.
1914 wurde in Brasilien der Bau eines weiteren Schlachtschiffs, der Riachuelo, erwogen. Zu einer Auftragsvergabe kam es nicht.
Währenddessen wurden im Ausland auch weitere kleinere Kriegsschiffe gekauft, so z. B. von Argentinien Zerstörer in Deutschland.

## Ende
Das Wettrüsten endete etwa zu Beginn des Ersten Weltkriegs. Dies ist wahrscheinlich vor allem auf wirtschaftliche Probleme, in Brasilien durch den Preisverfall für Kautschuk 1910, zurückzuführen. Zudem verhinderte der Erste Weltkrieg die Inbaugabe von Kriegsschiffen im Ausland.
Dennoch kam es auch danach zwischen den Staaten zu maritimen Spannungen, so z. B. am 22. Dezember 1978, als die argentinische Militärjunta beinahe einen Angriff der argentinischen Streitkräfte auf chilenische Städte in Patagonien befohlen hätte. Dieser Konflikt endete erst 1984 nach dem Ende der argentinischen Junta mit dem Friedens- und Freundschaftsvertrag zwischen Argentinien und Chile.